# Cyanocorax chrysops
La ghiandaia felpata o ghiandaia occhidorati (Cyanocorax chrysops (Vieillot, 1818)) è un uccello passeriforme della famiglia dei corvidi.

## Etimologia
Il nome scientifico della specie, chrysops, deriva dall'unione della parola greche χρυσος (khrysos/khrusos, "oro") col suffisso (anch'esso di origine greca) -ops, col significato di "dagli occhi dorati", in riferimento alla colorazione degli occhi di questi uccelli.

## Descrizione

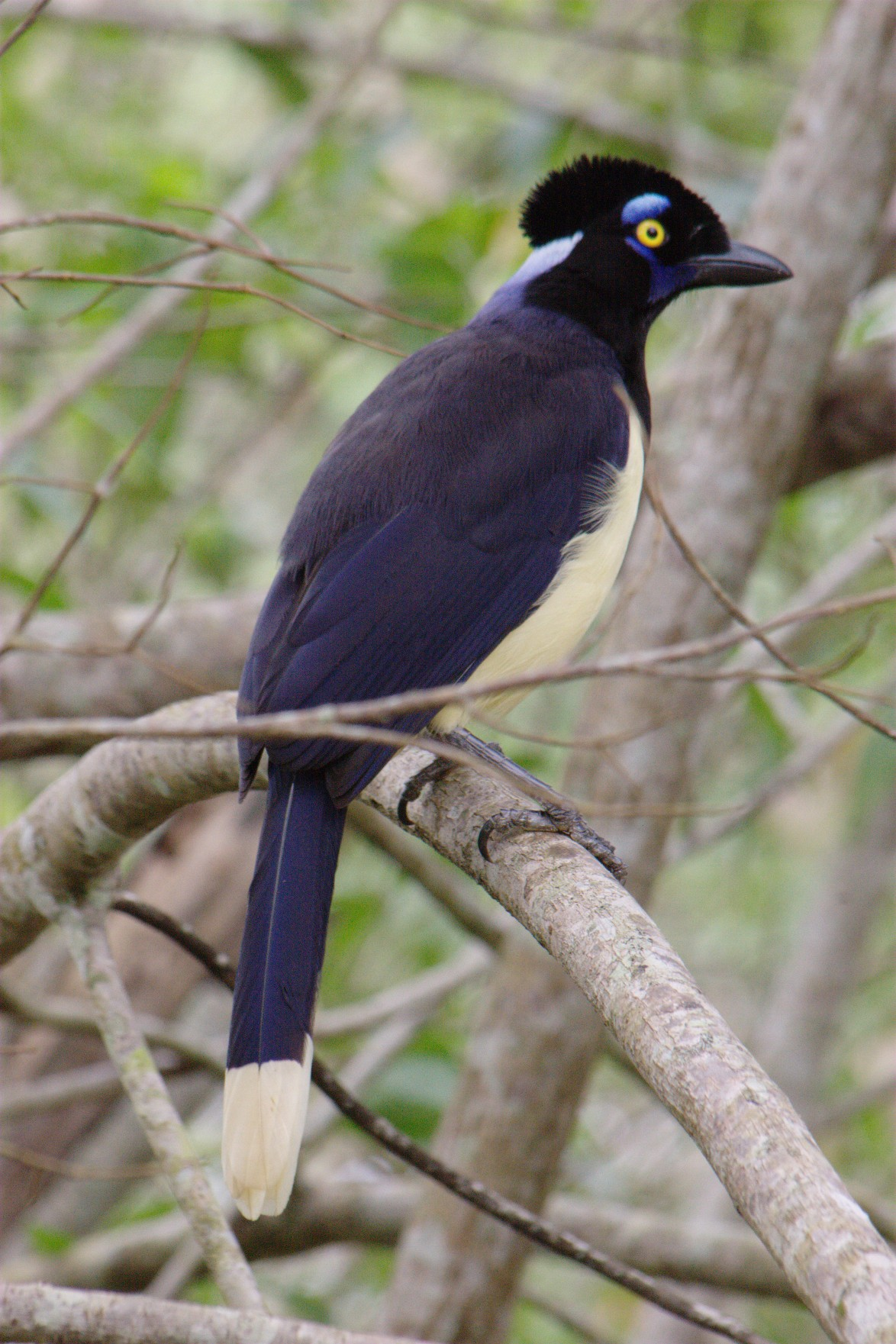
Esemplare nel parco nazionale dell'Iguazú.

### Dimensioni
Misura 32-35 cm di lunghezza, per 127-170 g di peso.

### Aspetto
Si tratta di uccelli dall'aspetto tozzo e robusto, con grossa testa ovale e allungata munita di cresta frontale erettile (il piumaggio erettile, vellutato e soffice, si estende fino alla nuca, e ad esso la specie deve il proprio nome comune), becco forte e conico dall'estremità lievemente adunca, grandi occhi, lunghe ali digitate, coda piuttosto allungata e forti zampe artigliate.
Il piumaggio è di colore nero vellutato sulla testa, ad eccezione della nuca (che è di colore azzurro-biancastro), del sopracciglio e delle guance (che sono di colore azzurro-bluastro, il primo più chiaro rispetto alle seconde): il nero si continua nella parte superiore del petto, dove lascia il posto al bianco-crema, che è il colore anche di fianchi, ventre, sottocoda e punta della coda. Spalle, copritrici, remiganti e coda sono di colore blu-violaceo (quest'ultima con superficie inferiore più scura rispetto a quella superiore), mentre il dorso e il resto delle ali è di color grigio-bluastro con sfumature cannella-violacee.
Il becco e le zampe sono di colore nerastro, mentre gli occhi (come intuibile dal nome scientifico) sono di colore giallo ambrato.

## Biologia

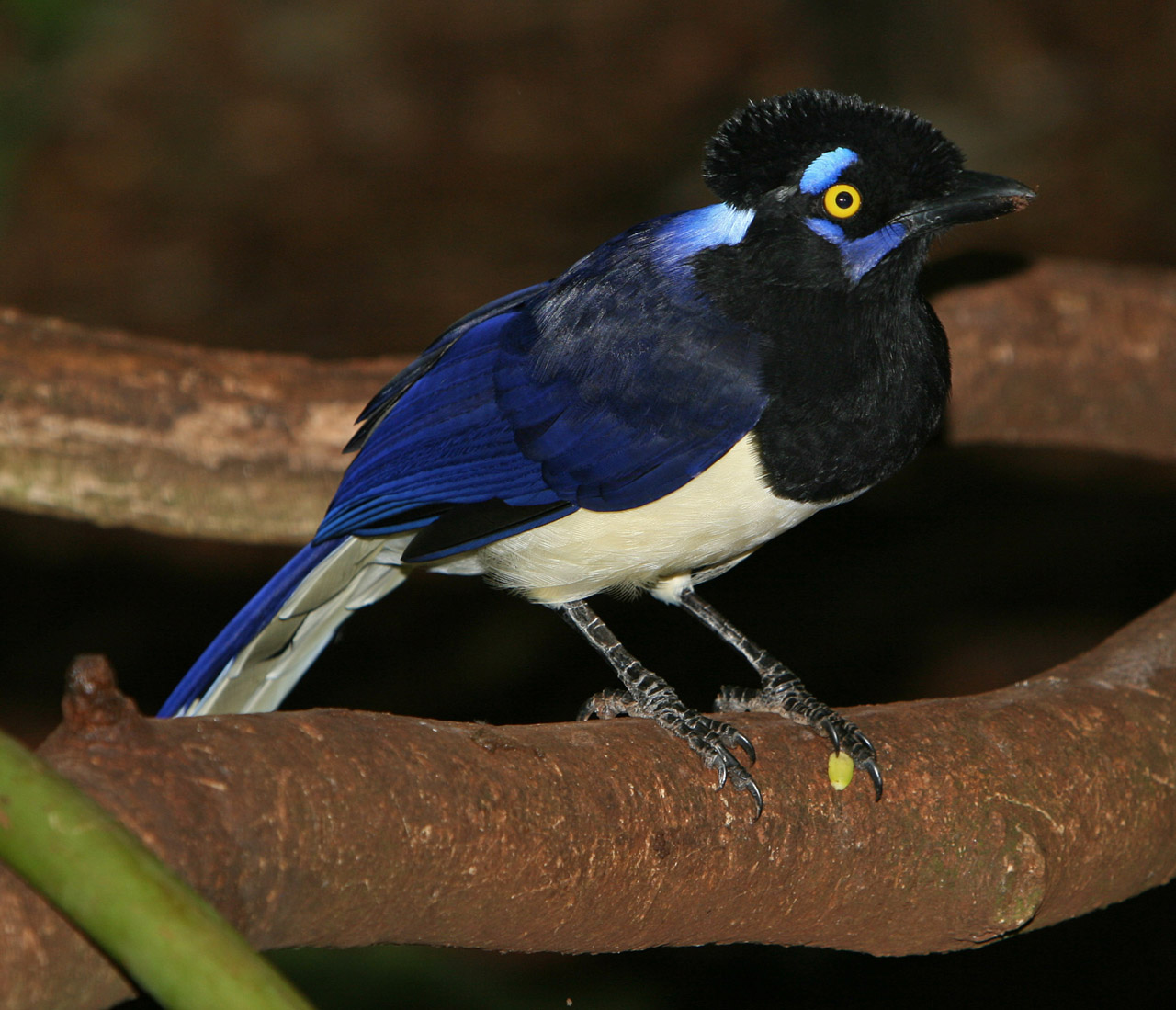
Esemplare a Foz do Iguaçu.

La ghiandaia felpata è un uccello dalle abitudini di vita essenzialmente diurne, che passa la maggior parte della giornata muovendosi indifferentemente fra i rami di alberi e cespugli o al suolo, dedicandosi perlopiù alla ricerca di cibo.

Questi uccelli vivono da soli, in coppie o al più in gruppetti familiari, composti da una coppia riproduttrice e dai figli di una o due covate precedenti: sul far della sera, gli esemplari di un gruppo si riuniscono fra i rami di un albero, per passare la notte al riparo dalle intemperie e da eventuali predatori nel folto della vegetazione.
Si tratta di uccelli molto vocali, che si tengono in contatto fra loro mediante una gran varietà di richiami, piuttosto melodici: finora ne sono stati identificati 23, fra i quali il più comune è un richiamo di contatto vagamente simile al verso dei gabbiani.

### Alimentazione

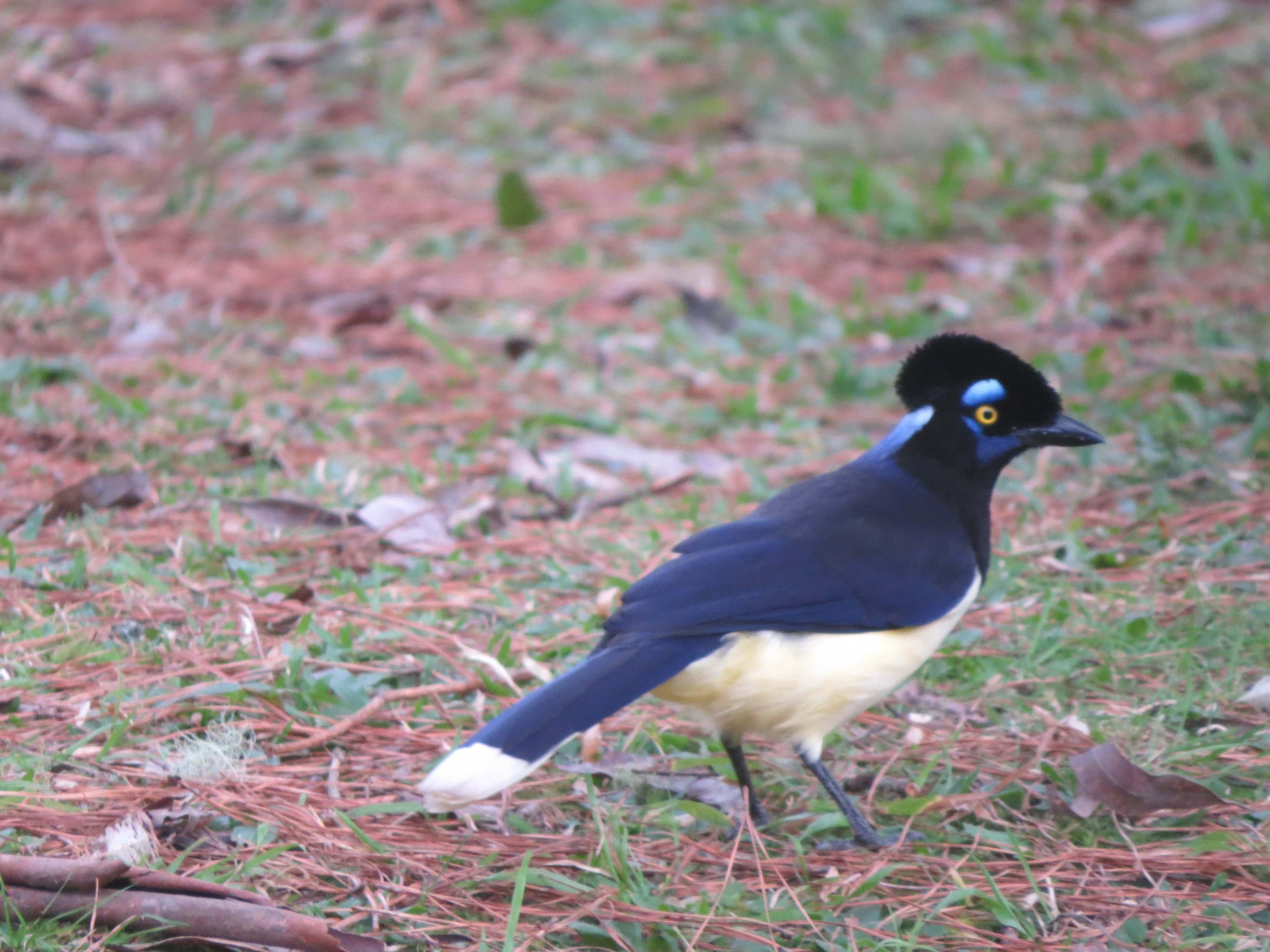
Esemplare cerca il cibo al suolo.

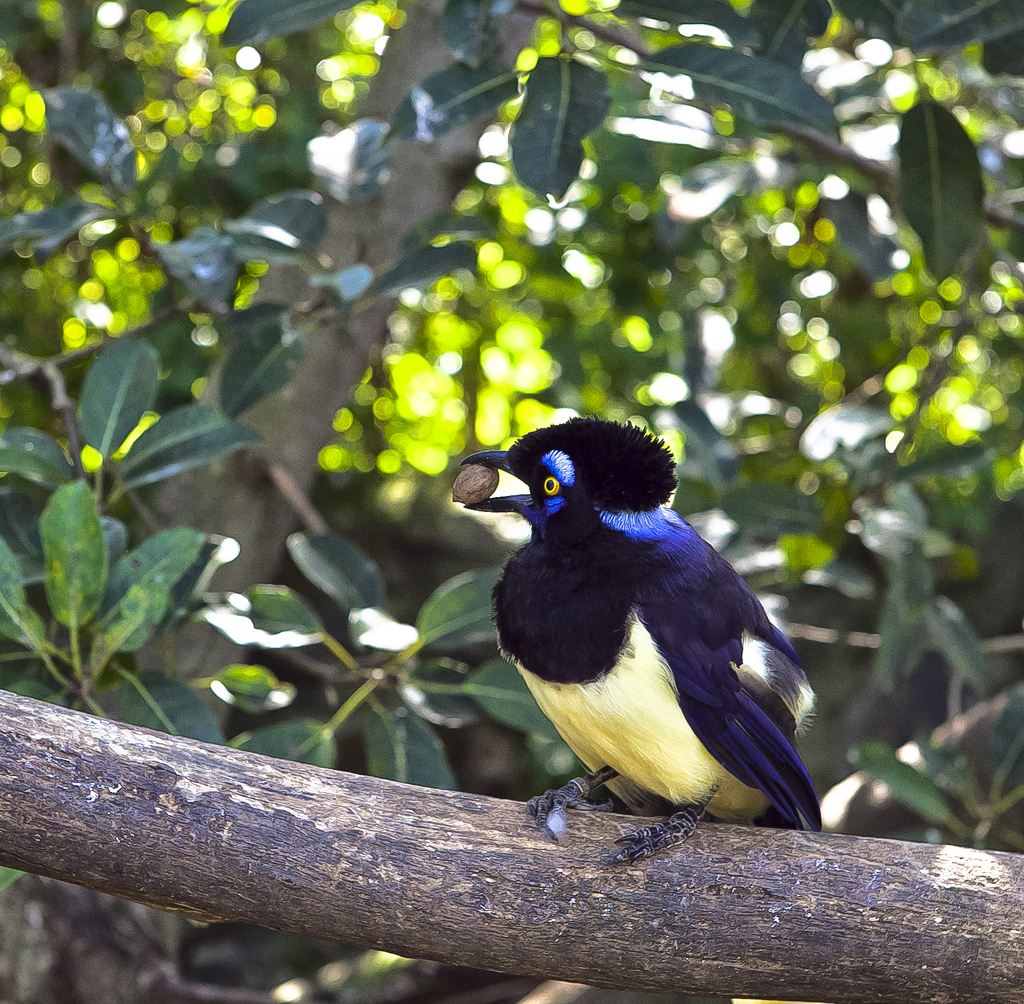
Esemplare con una noce nel becco.

Si tratta di uccelli dalla dieta onnivora e opportunistica, comprendente sia cibo di origine vegetale che animale, a seconda della disponibilità del momento.
La componente animale pare maggioritaria nella dieta di questi animali, almeno nelle popolazioni brasiliane, costituendo più dei tre quarti della dieta totale (80% circa): di questa, la massima parte è rappresentata da insetti ed altri artropodi, comprendendo tuttavia anche altri invertebrati e larve, nonché piccoli vertebrati (topolini, piccoli rettili quali lucertole e gechi, anfibi, uova e nidiacei). La parte vegetale della dieta della ghiandaia felpata è invece composta perlopiù da bacche, frutta matura e da granaglie e frutta a guscio.

### Riproduzione

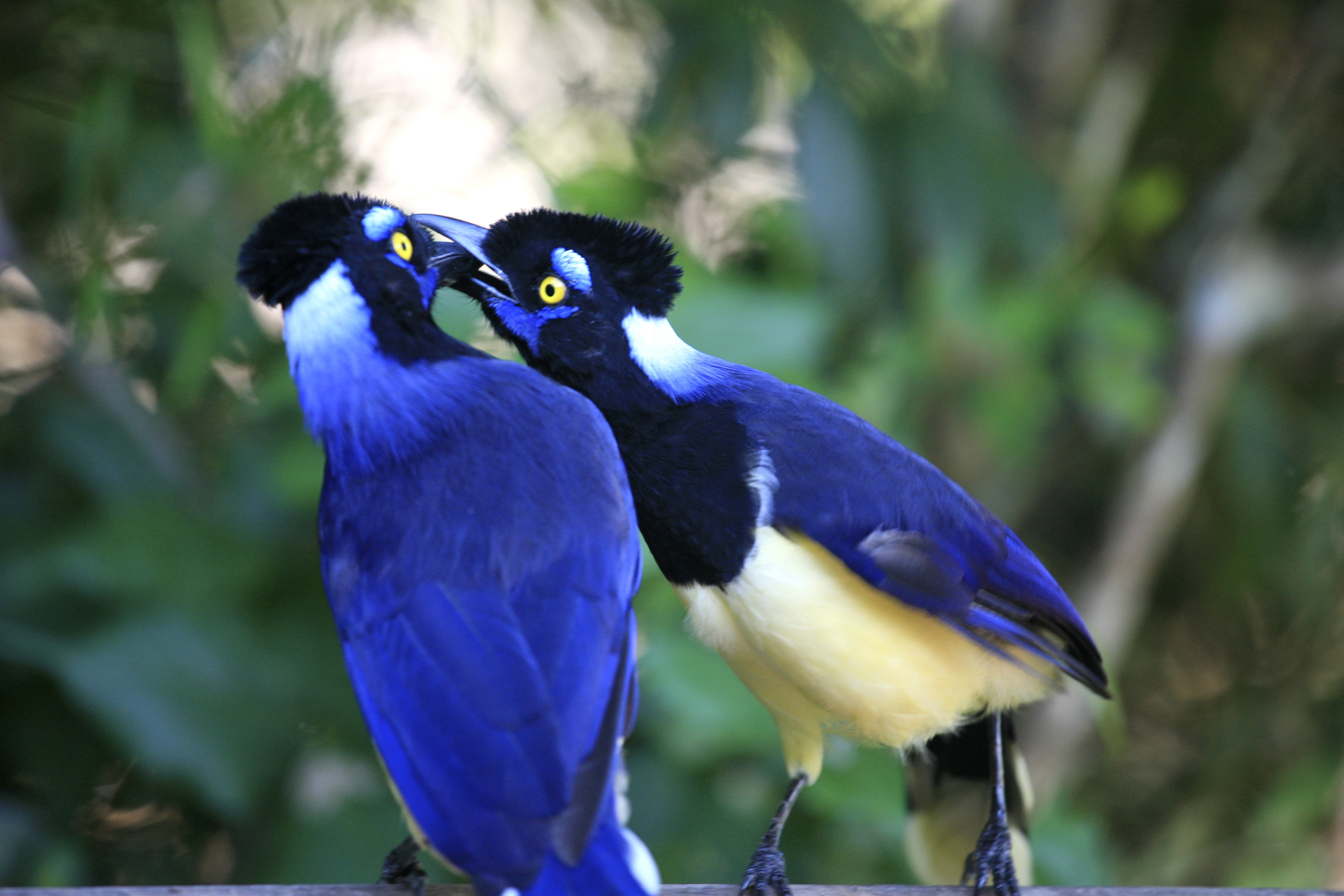
Due esemplari in natura.

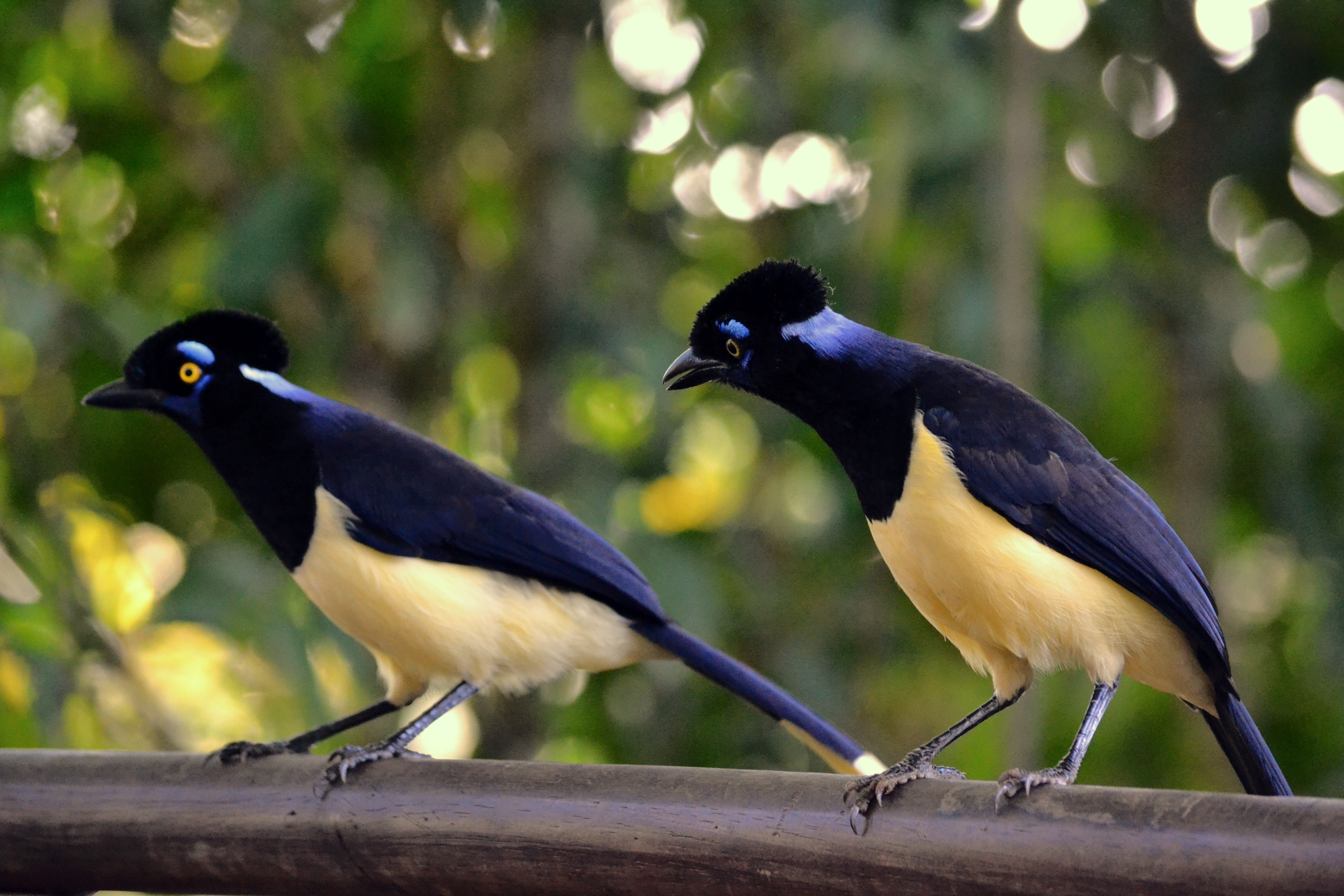
Coppia in natura.

La stagione riproduttiva va da ottobre a dicembre: si tratta di uccelli monogami, nei quali le coppie collaborano sia nella costruzione del nido (una struttura a coppa costruita fra i rami di un albero intrecciando rametti e foderando l'interno con fibre vegetali più soffici), nella cova (che è appannaggio della femmina, col maschio che rimane di guardia nei dintorni, occupandosi inoltre di reperire il cibo per sé e per la compagna intenta ad incubare) e nell'allevamento dei nidiacei, i quali, ciechi ed implumi alla schiusa, sono pronti per l'involo a circa tre settimane dall schiusa, rimanendo coi genitori ancora per molto tempo prima di allontanarsi definitivamente dal territorio natio.

Similmente a molti corvidi, anche nella ghiandaia felpata è osservabile il fenomeno della riproduzione cooperativa. La coppia riproduttrice viene infatti coadiuvata nella costruzione del nido e nell'allevamento della prole da 2-3 individui, i quali generalmente sono figli di covate precedenti: anche i giovani resisi indipendenti aiuteranno a loro volta i genitori nel portare avanti una nuova covata l'anno successivo.

## Distribuzione e habitat

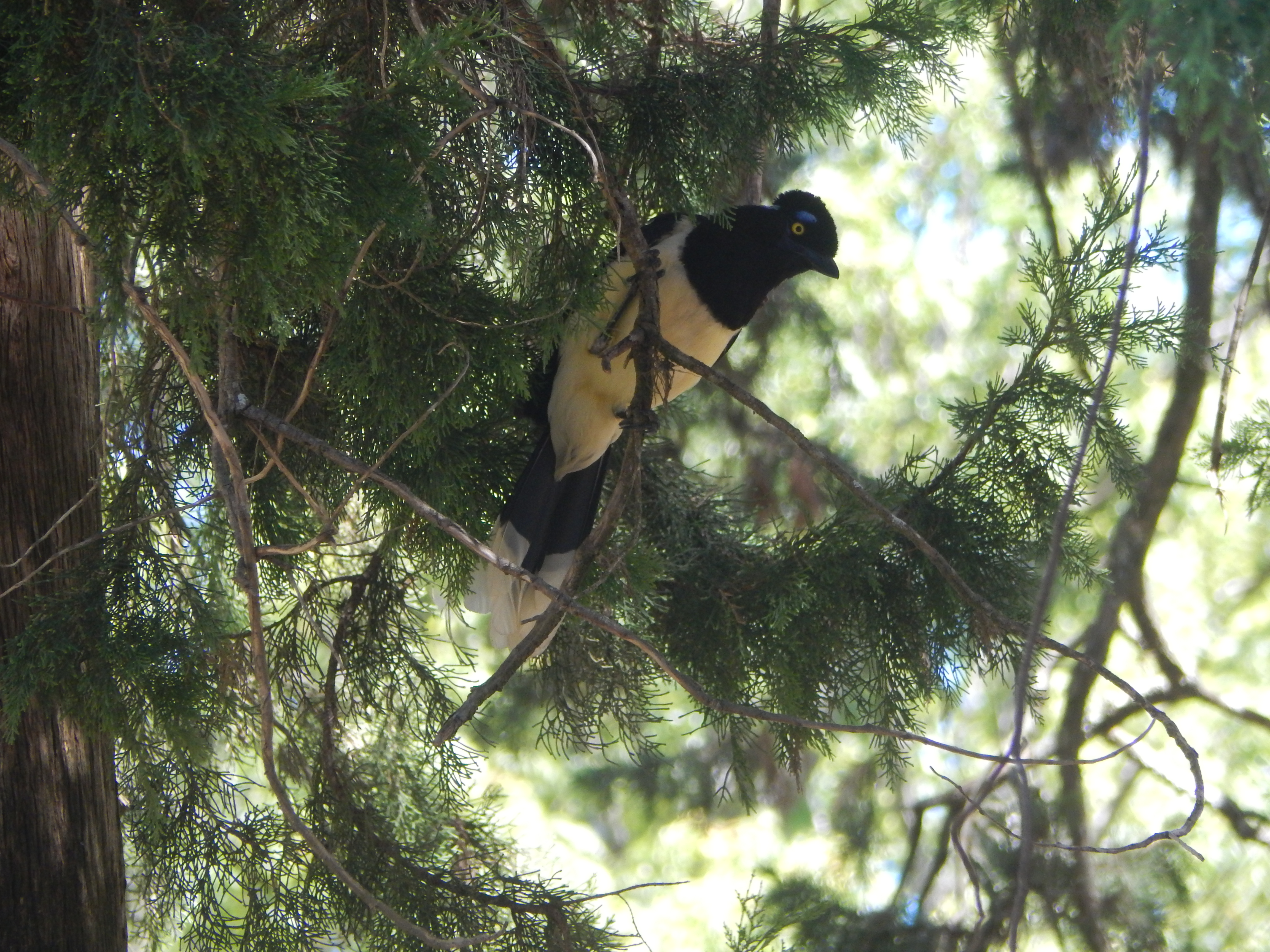
Esemplare nel parco nazionale di El Palmar.

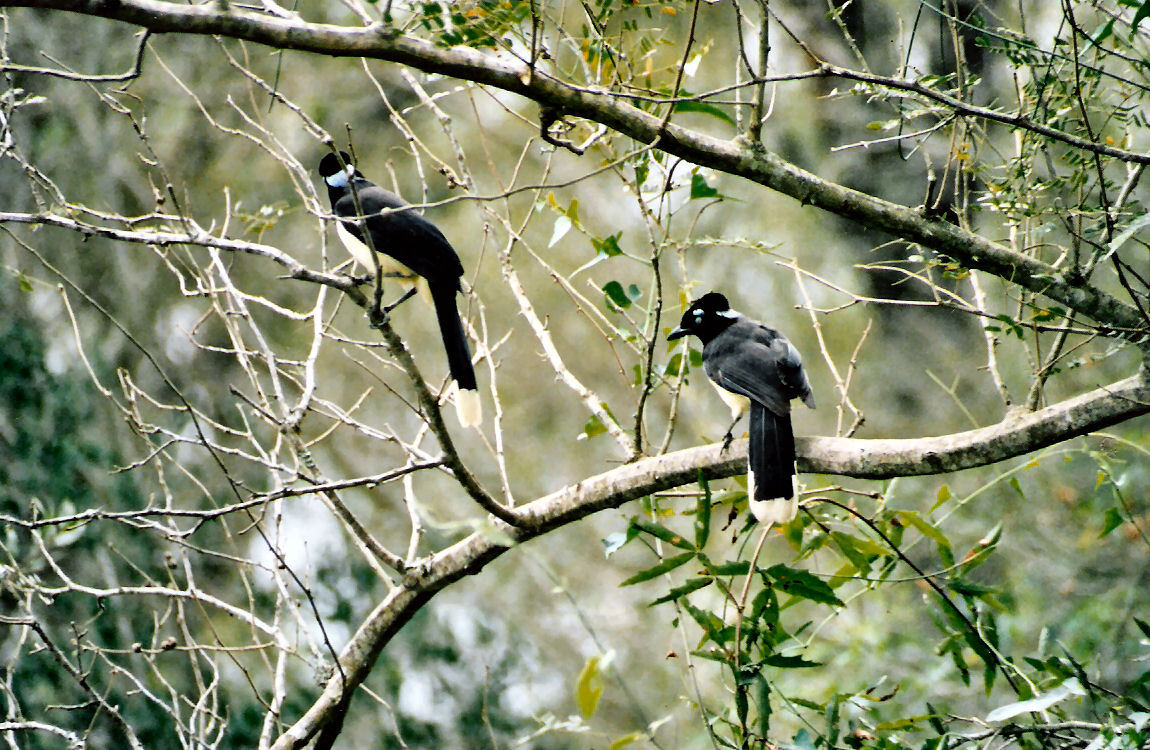
Coppia nella provincia di Formosa.

La ghiandaia felpata è un uccello nativo del Sudamerica centrale, del quale occupa un'area compresa fra il Brasile occidentale (estremità orientale dell'Amazonas e Rondônia, dalla sponda orientale del Rio Madeira) al Mato Grosso, e da qui a sud fino all'Argentina settentrionale (a sud fino alle province del Chaco e di Entre Ríos nel nord-est, e a sud fino alla provincia di La Rioja nel nord-ovest), attraverso il basso corso del Tapajós, la Bolivia orientale (dipartimenti di Beni, Cochabamba, Santa Cruz, Chuquisaca e Tarija), Paraguay e Uruguay nord-occidentale.
L'habitat di questi uccelli è rappresentato da una vasta gamma di aree alberate, dalla foresta pluviale tropicale di pianura e pedemontana al pantanal e al cerrado.

## Tassonomia
Se ne riconoscono quattro sottospecie:
- Cyanocorax chrysops diesingii Pelzeln, 1856 - diffusa nella porzione nord-occidentale dell'areale occupato dalla specie;
- Cyanocorax chrysops insperatus Pinto & Camargo, 1961 - endemica del centro-nord del Brasile (Pará sud-occidentale e nord del Mato Grosso);
- Cyanocorax chrysops chrysops (Vieillot, 1818) - la sottospecie nominale, diffusa dalla Bolivia all'Uruguay;
- Cyanocorax chrysops tucumanus Cabanis, 1883 - endemica dell'Argentina nord-occidentale (province di Salta, Tucumán, Catamarca e La Rioja);

Secondo alcuni, la ghiandaia occhidorati sarebbe conspecifica con la ghiandaia nucabianca: alcuni autori ascriverebbero a quest'ultima la sottospecie insperatus e l'ipotetica sottospecie interpositus dell'Alagoas, descritta in base all'osservazione di un singolo esemplare che potrebbe rappresentare una femmina subadulta di ghiandaia nucabianca.